# Jean de Lattre de Tassigny
Jean Joseph Marie Gabriel de Lattre de Tassigny (phát âm tiếng Pháp: [ʒɑ̃ də latʁ də tasiɲi], 2 tháng 2 năm 1889 – 11 tháng 1 năm 1952) là đại tướng Pháp trong thời kỳ Chiến tranh thế giới thứ hai và Chiến tranh Đông Dương lần thứ nhất. Năm 1952, sau khi qua đời, ông được truy phong quân hàm Thống chế Pháp.
Là một quân nhân trong thời kỳ Chiến tranh thế giới thứ nhất, ông tham gia nhiều trận đánh, trong số đó có Trận Verdun, bị thương năm lần, tuyên dương tám lần, được trao tặng Bắc Đẩu Bội tinh và Quân công Bội tinh. Giữa hai cuộc Thế chiến, ông tham chiến Cuộc chiến Rif ở Maroc. Sau đó, ông phục vụ trong Bộ Chiến tranh và rồi là nhân viên cho Hội đồng Chiến tranh Cấp cao, dưới quyền phó chủ tịch khi đó – Đại tướng Maxime Weygand.
Vào giai đoạn đầu của Chiến tranh thế giới thứ hai, từ tháng 5 đến tháng 6 năm 1940, ông là vị tướng người Pháp trẻ nhất. Ông lãnh đạo sư đoàn của mình trong Trận chiến nước Pháp, chuỗi trận đánh Rethel, Champagne-Ardenne, và Loire cho đến Hiệp định đình chiến ngày 22 tháng 6 năm 1940. Dưới thời Chính phủ Vichy, ông phục vụ cho quân đội Vichy tại các chức vụ chỉ huy khu vực, rồi tổng tư lệnh quân đội ở Tunisia. Sau khi quân Đồng Minh tấn công Bắc Phi, ngày 11 tháng 11 năm 1942, quân Đức xâm phạm vùng hoà bình; de Lattre, tư lệnh Quân đoàn 16 tại Montpellier khi đó, đã từ chối tuân lệnh không gây chiến với quân Đức, và là vị tướng còn hoạt động duy nhất chỉ huy quân đội phản kháng. Ông bị giam giữ nhưng đã đào thoát được và chạy sang Pháp quốc Tự do của Charles de Gaulle vào cuối 1943. Từ 1943 đến 1945, ông là một trong những lãnh đạo cao cấp của Quân Giải phóng, chỉ huy lực lượng đổ bộ ở miền Nam nước Pháp vào ngày 15 tháng 8 năm 1944, rồi tiến đánh khu vực sông Rheine và Danube. Ông chỉ huy quân đội Mỹ khi Quân đoàn XXI của nước này được chỉ định phối hợp với Tập đoàn quân số 1 của ông trong trận Colmar Pocket. Ông cũng đại diện cho nước Pháp tại buổi ký kết đầu hàng của Đức tại Berlin ngày 8 tháng 5 năm 1945.
Năm 1945, ông nhậm chức tổng tư lệnh quân đồn trú Pháp tại Đức, rồi tổng thanh tra và tham mưu trưởng Quân đội Pháp. Tháng 3 năm 1947, ông trở thành phó chủ tịch Hội đồng Chiến tranh Cấp cao. Từ 1948 đến 1950, ông giữ vị trí tổng tư lệnh lục quân của Liên minh phương Tây, và năm 1951, là cao uỷ, tổng tư lệnh Đông Dương và tổng tư lệnh Quân đội viễn chinh Pháp vùng Viễn Đông, lãnh đạo quân Pháp chiến thắng nhiều trận trước quân Việt Minh. Tuy nhiên, con trai duy nhất của ông tử trận ở đó, còn bản thân ông cũng bị bệnh nặng, phải quay về Paris và mất tại đó vì ung thư năm 1952. Trong lễ tang cấp nhà nước của mình, ông được truy phong hàm Thống chế Pháp.

## Thời niên thiếu

Gia huy de Lattre de Tassigny

Jean Joseph Marie Gabriel de Lattre de Tassigny sinh ngày 2 tháng 2 năm 1889 ở Mouilleron-en-Pareds, Vendée, là đồng hương với Thủ tướng Pháp thời Đệ nhất Thế chiến Georges Clemenceau. Cha ông là Roger de Lattre de Tassigny và mẹ là Anne-Marie Louise Henault, con gái thị trưởng Mouilleron. Ông của bà là thị trưởng tiền nhiệm, nhậm chức năm 1817. Năm  1911, Roger de Lattre trở thành thị trưởng đời tiếp theo, kế nhiệm bố vợ mình; ông giữ vị trí này trong suốt bốn mươi năm sau đó. Năm 1740, một vị tổ tiên đã thêm cụm "de Tassigny" vào gia tính, theo vùng Tassigny gần Guise mà gia đình sở hữu. Ông có một người chị tên là Anne-Marie, sau này trở thành Nữ Bá tước vùng Marcé.
Từ 1898 đến 1904, de Lattre theo học trường Collège Saint-Joseph ở Poitiers, nơi cha ông đã từng học. Sau đó, ông mong muốn gia nhập Hải quân, và đã ghi danh vào trường Collège de Vaugirard, nơi Henri de Gaulle làm giảng viên, để chuẩn bị. Ông đỗ bài kiểm tra viết (để vào Hải quân), nhưng vì sức khoẻ không tốt nên không thể làm bài kiểm tra miệng. Sau đó, ông học trường sĩ quan dự bị Corniche tại trường Trung học Tư thục Sainte-Geneviève ở Versailles để chuẩn bị cho trường Võ bị Liên quân Saint-Cyr, nơi ông vào học năm 1908. Trước khi ông nhập học, cha ông cho ông đến Brighton để học thêm tiếng Anh. Ngoài ra, theo phong tục quân đội Pháp, ông cũng nhập ngũ bốn tháng, được chỉ định vào Trung đoàn Long kỵ binh 29 ở Provins, đông nam Paris. Từ 1909 đến 1911, ông học thiếu sinh quân ở trường Saint-Cyr (lớp Mauritanie). Ở đó, một thầy giáo nói ông hy vọng de Lattre không liên quan gì đến người đã vẫy lá cờ trắng của Henri, Bá tước vùng Chambord ở Saint-Cyr năm 1873. Người đó là bác của de Lattre, và do đó ông đã tránh dính líu với thầy giáo này. Cuối cùng, ông tốt nghiệp hạng 201 trên tổng số 210 người trong lớp, và được phong hàm thiếu uý vào ngày 1 tháng 10 năm 1910. Sau đó, ông theo học Trường Quân kỵ ở Saumur.

## Đệ nhất Thế chiến
De Lattre được chỉ định vào Trung đoàn Long kỵ binh 12, khi đó đóng quân tại Toul và Pont-à-Mousson, gần ranh giới giữa Pháp và Đức, lúc đó vẫn mặc quần chẽn cưỡi ngựa màu đỏ cùng mũ bảo hiểm có chùm lông. Ngày 1 tháng 10 năm 1912, ông được thăng hàm trung uý. Ông vẫn phục vụ ở đó khi Đệ nhất Thế chiến bùng nổ vào tháng 8 năm 1914. Ngày 11 tháng 8 năm 1914, ông bị thương lần đầu tiên khi bị mảnh đạn pháo bắn trúng đầu gối trong lúc thi hành nhiệm vụ do thám. Ngày 14 tháng 9 cùng năm, trong một cuộc đụng độ với bốn thương kỵ Bavaria, ông hạ được hai người bằng kiếm, nhưng người thứ ba đã dùng thương đâm trúng ngực và làm thủng phổi ông. Trung sĩ cùng đơn vị với ông đưa ông về một căn hầm ở Pont-à-Mousson để trốn quân tuần cảnh của Đức cho đến khi một người trong Trung đoàn Hussar 5 tìm thấy họ. Ngày 20 tháng 9 năm 1914, ông được nhận Bắc Đẩu Bội tinh.
Năm 1915, de Lattre cùng các sĩ quan kỵ binh khác được kêu gọi tình nguyện gia nhập bộ binh, và ông đã gia nhập một trung đoàn ở Vendée – Trung đoàn Bộ binh 93. Ông được thăng hàm đại uý vào ngày 18 tháng 12 năm 1915, chỉ huy một đại đội, rồi tiểu đoàn phó của its Tiểu đoàn 3. Tháng 7 năm 1916, ông tham chiến Trận Verdun cùng Trung đoàn Bộ binh 93 và sư đoàn mẹ là Sư đoàn Bộ binh 21, và bị tấn công hoá học bằng khí mù tạt. Lưu huỳnh mù tạt đã ảnh hưởng xấu đến lá phổi thương tật của ông, khiến ông phải nằm viện một thời gian. Tháng 4 năm 1917, ông trở lại sư đoàn và tham gia Chiến dịch Nivelle đầy tổn thất. Trong một cuộc tấn công ngày 5 tháng 5, tiểu đoàn của ông chịu 300 thương vong, nhưng bắt được 500 tù binh; ông được tuyên dương lần thứ tám. Cuối tháng đó, ông phải nhập viện một lần nữa, và tái ngũ tháng 12 cùng năm, trở thành sĩ quan tình báo thuộc biên chế Sư đoàn Bộ binh 21. Tháng 5 năm 1918, sư đoàn này bị tiêu diệt trong trận sông Aisne lần thứ ba, nhưng được tái lập và tham chiến trong Chiến dịch Meuse-Argonne diễn ra cùng năm. Trong chiến dịch này, de Lattre đã bắt liên lạc được với ba sư đoàn thuộc Lục quân Hoa Kỳ.

## Giữa hai cuộc chiến
Tháng 2 năm 1919, de Lattre được chỉ định đến Quân khu 18 ở Bordeaux để dưỡng thương cho các binh sĩ người Mỹ trước khi họ hồi hương. Cuối năm đó, ông gia nhập Trung đoàn Bộ binh 49, khi đó đang đóng quân ở Bayonne. Từ 1921 đến 1926, ông tham gia chuỗi chiến dịch Rif ở Morocco. Ông trở thành người đứng đầu Phòng Ba (bộ phận chịu trách nhiệm tổ chức hành quân) của vùng Meknes, chỉ huy các cuộc hành quân ở Thượng Moulouya. Thông thường, sẽ có hai cánh quân được điều động trong mỗi chiến dịch, mỗi cánh gồm từ bốn đến tám tiểu đoàn bộ binh cùng pháo binh và công binh, tập trung ở một địa điểm xác định. Trong những năm sau đó, các cuộc hành quân được chuyển đến tỉnh Taza, Maroc, một nơi khắc nghiệt. De Lattre thường chỉ trích chiến thuật của Thống chế Philippe Pétain, cho rằng nó chậm, tiêu tốn vật tư, và nặng về vật chất Ngày 13 tháng 3 năm 1924, ông bị một người dùng dao găm chém vào gò má; nhát chém đó để lại một vết sẹo vĩnh viễn trên mặt ông. Ngày 26 tháng 8 năm sau đó, khi đang làm nhiệm vụ trinh sát, ông bị đạn bắn trúng đầu gối. Ngày 25 tháng 6 năm 1926, ông được thăng hàm thiếu tá.
De Lattre trở về Pháp, sống vài tuần với cha mẹ ở Mouilleron-en-Pareds. Tại một buổi tiệc trưa do một hạ nghị sĩ đại diện Vendée tổ chức, ông gặp Simonne Calary de Lamazière, cô con gái mười chín tuổi của một hạ nghị sĩ Paris; sau đó, trong một bữa tiệc khác, hai người gặp lại nhau trên hòn đảo Île d'Yeu ngoài khơi Vendée. Ngày 22 tháng 3 năm 1927, họ tổ chức lễ cưới tại Saint-Pierre-de-Chaillot, Paris; bà Simonne hạ sinh đứa con duy nhất của hai người, Bernard de Lattre de Tassigny, vào ngày 11 tháng 2 năm 1928. De Lattre chỉ huy một tiểu đoàn của Trung đoàn Bộ binh 151, khi đó đang đóng tại Auxerre, và chuẩn bị cho bài kiểm tra đầu vào của École de guerre, dưới sự phụ trách của Đại uý Augustin Guillaume – một sĩ quan ông gặp khi tại ngũ ở Maroc. Ông thi đỗ, và nhập học trường École de guerre với tư cách là sĩ quan cao cấp nhất trong khóa. Một trong những bài tập trận ở trường là chỉ huy một lực lượng tấn công và đánh chiếm Cherbourg từ hướng biển. Sau khi tốt nghiệp vào năm 1928, ông được chỉ định gia nhập Trung đoàn Bộ binh 59 tại Coulommiers với vị trí tiểu đoàn trưởng.
Năm 1931, de Lattre được chỉ định đến Phòng Tư của Bộ Chiến tranh, phụ trách hậu cần. Ngày 21 tháng 3 năm sau đó, ông được thăng hàm trung tá. Ba tháng sau, ông gia nhập Hội đồng Chiến tranh Cấp cao, phục vụ dưới quyền phó chủ tịch Hội đồng khi đó, Đại tướng Maxime Weygand. Khi đảm nhiệm vai trò này, công việc của ông thường là theo dõi các quy định quốc tế nước ngoài, chính trị nội bộ, và các đề xuất ngân sách quân sự phức tạp. Vì có can dự vào vụ Stavisky, ông phải giải trình trước một uỷ ban nghị viện. Sau khi Weygand hồi hưu, de Lattre được giữ lại làm việc ở tổng hành dinh của Tướng Alphonse Joseph Georges. Ngày 20 tháng 6 năm 1935, ông thăng hàm đại tá và được bổ nhiệm làm tư lệnh Trung đoàn Bộ binh 151 tại Metz. Từ 1937 đến 1938, ông học ở Centre des hautes études militaires, một trường đào tạo nhân viên cấp cao dành cho các tướng lĩnh. Tháng 7 năm 1938, ông trở thành tham mưu trưởng tại trụ sở của đốc quân Strasbourg, Đại tướng Pierre Héring. Héring về hưu tháng 3 năm 1939; người kế nhiệm ông là Đại tướng Victor Bourret. Ngày 20 tháng 3 năm đó, de Lattre thăng hàm chuẩn tướng.

## Đệ nhị Thế chiến

### Trận chiến nước Pháp
Ngày 2 tháng 9 năm 1939, de Lattre trở thành tham mưu trưởng tại tổng hành dinh của Tập đoàn quân số 5. Ngay hôm sau, quân Pháp tái tuyên chiến với quân Đức. Tháng 1 năm 1940, ông được giao trọng trách chỉ huy Sư đoàn Bộ binh 14, đơn vị chiếm đóng giao điểm giữa Sarreguemines và Forbach. Ngày 14 tháng 5, bốn ngày sau khi chiến dịch tấn công Đức chính bắt đầu, Sư đoàn Bộ binh 14 được chỉ thị chuyển đến đóng quân tại Reims, dưới sự chỉ huy của André Corap và Tập đoàn quân số 9. Ông giao tranh với quân Đức quanh vùng Rethel, kháng cự và đẩy lùi các mũi tiến công của quân Đức trước phòng tuyến sông Aisne. Ngày 9 tháng 6, Tập đoàn quân số 12 của Đức tấn công mạnh vào vị trí của Sư đoàn Bộ binh 14. Dù sư đoàn này vẫn có thể cầm cự, nhưng các sư đoàn khác trấn thủ hai bên thì không; de Lattre buộc phải rút về sông Marne, rồi sông Loire. Một số quân của sư đoàn bị bỏ lại ở Châlons. Dù mất đi khoảng hai phần ba quân lực, sư đoàn vẫn giữ được sự gắn kết giữa lúc hỗn loạn. Khi Hiệp định đình chiến ngày 22 tháng 6 năm 1940 được ký kết, chấm dứt chiến tranh, Sư đoàn Bộ binh 14 đang đóng quân tại Clermont-Ferrand.

### Quân đội Vichy
Sau hiệp định đình chiến, de Lattre tiếp tục phục vụ trong Quân đội Chính phủ Vichy. Ngày 12 tháng 7 cùng năm, ông được nhận Bắc Đẩu Bội tinh đệ nhị đẳng vì đã lãnh đạo Sư đoàn Bộ binh 14 trong Trận chiến nước Pháp; tướng Weygand là người trao huân chương này cho ông. De Lattre được bổ nhiệm đến chỉ huy Sư đoàn 13, quân khu vùng Puy-de-Dôme trong Khối núi Trung tâm; ở đó, ông thành lập một trung tâm đào tạo sĩ quan và hạ sĩ quan ở Château d'Opme. Ngày 26 tháng 6 năm 1941, ông thăng hàm thiếu tướng.
Tháng 9 năm 1941, Weygand, khi đó là Tổng ủy viên (Delegate-General) của Chính phủ Vichy tại Nam Phi, triệu tập de Lattre đến Nam Phi và chỉ định ông vào vị trí tham mưu trưởng quân đội ở xứ bảo hộ Tunisia. de Lattre mở một trung tâm tập huấn quân sự ở Salammbô, gần Carthage, dựa trên trung tâm tại Opme. Ông tranh cãi với cấp trên, trung tướng Alphonse Juin, về chiến thuật phòng thủ Tunisia nếu quân Anh tiến công. De Lattre kiên quyết ở lại biên giới vì sợ quân Đức và Ý sẽ lợi dụng việc rút quân để đánh chiếm Pháp Vichy; Juin, một người gốc Bắc Phi, thì lo lắng cho Algeria hơn. Có lẽ de Lattre cũng đã hy vọng mình được bổ nhiệm làm chỉ huy quân đội Pháp ở Bắc Phi thay cho Juin. Tuy nhiên, chính Juin đã đề xuất thăng quân hàm cho de Lattre. Ngày 2 tháng 1 năm 1942, ông thăng hàm trung tướng. Tháng 10 năm trước đó, Weygand được triệu về Pháp, và đến tháng 2, de Lattre cũng được triệu về theo.
Trở về Pháp, de Lattre phụ trách Sư đoàn 16, đóng quân ở Montpellier. Vị trí này thường được giao cho một sĩ quan cấp thấp hơn. Sau khi quân Đồng Minh đổ bộ lên Bắc Phi thuộc Pháp vào ngày 8 tháng 11 năm 1942, quân Đức và Ý chiếm đóng miền nam nước Pháp và giải giáp Quân đội Vichy. Chính phủ Vichy ra lệnh cho ông không động binh, nhưng ông đã quyết định bất tuân lệnh đó và thực hiện một kế hoạch đã chuẩn bị từ trước để phản kháng lại quân Đức. Tuy nhiên, các sĩ quan tham mưu đã báo cáo ý định của ông cho cấp trên ở Avignon. Quân đội đã không hành động, và Bộ trưởng Chiến tranh của Chính phủ Vichy, Eugène Bridoux, đã yêu cầu bắt giữ ông. Ngày 9 tháng 1 năm 1943, ông phải chịu xét xử trước một Toà án Quốc gia đặc biệt, bị tuyên tội phản bội và đào ngũ. Sau cùng, ông không phải chịu tội phản bội, nhưng tội đào ngũ đã khiến ông phải nhận bản án mười năm tù giam.
Ban đầu, de Lattre được giam giữ ở Nhà tù Montluc, nhưng sau đó được chuyển đến Riom. Simonne, vợ ông, đã chiếm dụng khu vực chỗ giao giữa khu vườn và tường nhà ngục, rồi bàn việc với tài xế của de Lattre, Louis Roetsch, cùng đồng sự trong tù để lên kế hoạch đào thoát. Họ lén đưa vào cho ông một bộ dụng cụ gồm búa, tua vít, dùi, sơn, cọ sơn và một sợi dây thừng. De Lattre nhận thấy tên lính gác phía dưới cửa sổ của ông thường đi đánh thức người thay thế mình vào giữa đêm thay vì được thay tại chỗ, để lại chốt trống không có người canh giữ, còn bản thân ông có thể trườn qua cửa sổ nếu gỡ được một thanh sắt. Đêm ngày 1 tháng 9 năm 1943, ông nạy khung cửa sổ và một thanh sắt, lách qua và dùng dây trèo xuống, dù nó ngắn hơn vài foot so với dự tính. Bernard, con trai ông, ném một cái thang dây qua tường để ông trèo qua, rồi họ dùng hai chiếc xe do Roetsch chuẩn bị sẵn để chạy trốn; ngoài ra, Roetsch còn làm giả giấy tờ để de Lattre giả danh Charles Dequenne, thư ký cũ của ông tại trụ sở, người đã bị giết trong một trận chiến trước đó. Hai người trốn ở một trang trại gần Compains đến ngày 1 tháng 10, khi một số đồng phạm của ông trong cuộc vượt ngục bị bắt. Sau đó, de Lattre di chuyển đến một cánh đồng gần Pont-de-Vaux, rồi từ đó cùng với những người khác, gồm có Eugène Claudius-Petit, đến London trên một chiếc máy bay Anh. Trong khi đó, Simonne và Bernard chuyển đến Paris sống dưới tên giả.

### Chiến dịch Dragoon
Ngày 11 tháng 11 năm 1943, de Lattre được Chuẩn tướng Charles de Gaulle phong quân hàm đại tướng. Sau đó, vì vết thương ở phổi tái phát, ông phải nhập viện để điều trị. Ông xuất viện ngày 11 tháng 12, và vào ngày 19 ông lên đường đến Algiers để gặp de Gaulle, rồi gặp Tổng tư lệnh Quân đội Pháp ở Bắc Phi, Đại tướng Henri Giraud. Ngày 26 tháng 12, Giraud bổ nhiệm ông làm tư lệnh Tập đoàn quân số 2, sau đổi tên thành Tập đoàn quân B. Ở vị trí này, ông có toàn quyền chỉ huy toàn bộ lực lượng ở Bắc Phi với các trang thiết bị do quân Mỹ cung cấp. Tập đoàn quân B gồm nhiều thành phần: quân Pháp quốc Tự do cùng quân đội và tình nguyện viên trong Quân đội Châu Phi với tổng số 256.000 người, trong đó có 5.000 phụ nữ thuộc AFAT (auxiliaire féminine de l'armée de terre – Đội Nữ binh Phụ trợ). Trong nửa đầu năm 1944, hơn 100.000 người đã đến Ý để gia nhập Quân đội Viễn chinh Pháp (1943–44) của Alphonse Juin, chỉ còn ba sư đoàn ở lại. Tại Douéra, Algiers, một lần nữa, ông mở một trung tâm huấn luyện. Phong thái của ông trong khoảng thời gian này đã khiến người ta đặt cho ông biệt hiệu "Vua Jean" (Le Roi Jean). 

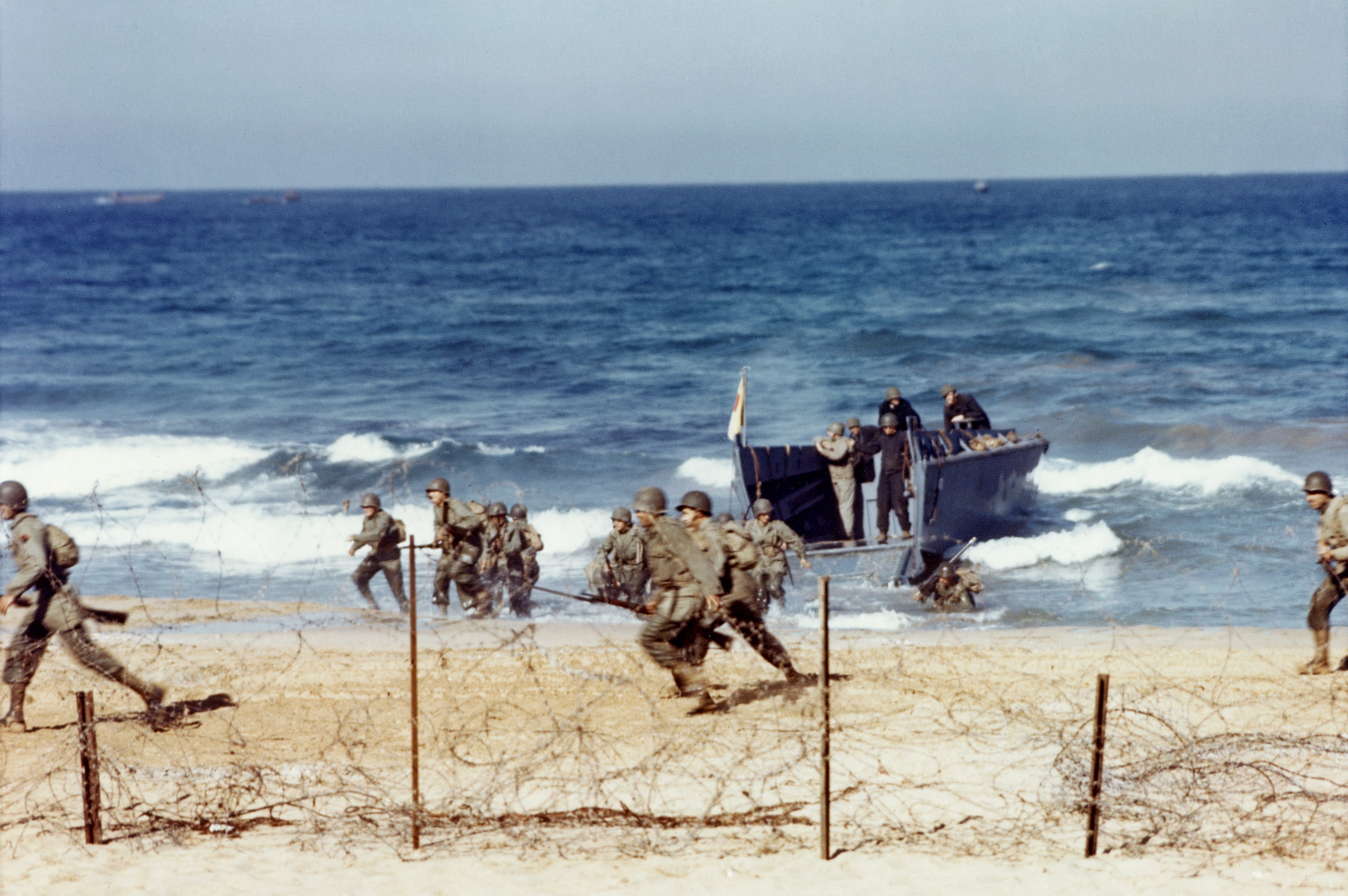
Binh đoàn Lê dương Pháp với vũ khí, trang bị, đồng phục của Hoa Kỳ tập trận đổ bộ xuống một bãi biển ở Bắc Phi

Ngày 17 tháng 4 năm 1944, de Gaulle thông báo cho Tổng hành dinh Quân Đồng Minh của Tướng Henry Maitland Wilson tại Algiers biết de Lattre sẽ chỉ huy toàn bộ quân lực Pháp trong Chiến dịch Anvil, cánh quân dự kiến sẽ đổ bộ ở miền Nam nước Pháp. Ông cũng chịu trách nhiệm tiến hành Chiến dịch Brassard – cuộc xâm chiếm Elba – bao gồm việc đổ bộ một lực lượng gồm 12.000 quân cùng chỉ huy là Chuẩn tướng Joseph Magnan; phần lớn số quân này từng phục vụ trong Sư đoàn Bộ binh Thuộc địa 9 của ông ở Corse. Vì phía Đức điều thêm quân đến giữ cứ điểm, nhu cầu huấn luyện đổ bộ cho cánh quân xung kích, mong muốn giảm thiểu thương vong cũng như tối đa hoá cơ hội chiến thắng, de Lattre đã hoãn ngày tiến hành chiến dịch từ 25 tháng 5 đến 17 tháng 6. Việc quân Đồng Minh tiến quân và nhanh chóng chiếm được Roma ngày 5 tháng 6 đã gây ra nhiều nghi ngờ về tính cần thiết của chiến dịch, nhưng quân Đức đã cho thấy họ không muốn rút quân ngay lập tức khỏi cả Roma và Elba. Từ đó, chiến dịch Brassard đã diễn ra, dù Wilson đã huỷ bỏ cuộc tấn công đổ bộ của Trung đoàn Dù nhẹ 1, vì khi đó các phương tiện vận tải hàng không cần thiết đã được điều động đến Chiến dịch Ý. Chiến dịch Brassard thành công sau hai ngày, từ 17 đến 19 tháng 6, và hòn đảo được giải phóng.
Là tư lệnh Tập đoàn quân B, de Lattre tham gia hỗ trợ quá trình Chiến dịch Anvil – sau đổi tên thành Chiến dịch Dragoon. Ông đã thuyết phục thành công Quân Đồng Minh và khiến họ chấp thuận việc một cánh quân Pháp hoạt động độc lập, dù Quân đoàn Lục quân 2 dưới quyền chỉ huy của Trung tướng Edgard de Larminat và Tập đoàn quân B, cho đến khi Tập đoàn quân 6 Hoa Kỳ của Trung tướng Jacob L. Devers tham chiến, sẽ phối hợp với Quân đoàn 7 Hoa Kỳ của Trung tướng Alexander Patch trong những bước đầu. Ngày 23 tháng 7, Juin chuyển giao quyền chỉ huy Quân đội Viễn chinh Pháp tại Ý cho de Lattre; hai trụ sở của Quân Viễn chinh và Tập đoàn quân B sáp nhập với nhau, và, tham mưu trưởng của Juin, Chuẩn tướng Marcel Carpentier, cũng trở thành tham mưu trưởng cho de Lattre. Từ Taronto, de Lattre khởi hành đến Pháp trên một chiếc tàu sân bay Ba Lan – chiếc MS Batory; cùng đi với ông là Bernard. Vì lo sợ Bernard, khi ấy sắp đủ mười sáu tuổi, sẽ sớm bị bắt lao động cưỡng bức ở Đức, hai mẹ con Simonne và Bernard đã chạy trốn đến Algiers qua đường Tây Ban Nha. Sau đó, Bernard được gửi đến huấn luyện tại Douera và trở thành một trong những quân nhân trẻ nhất dưới trướng de Lattre.
Ngày 15 tháng 8, các cuộc đổ bộ bắt đầu; tối hôm sau, de Lattre cũng lên bờ. Phía Mỹ đã đến trước Sư đoàn Bộ binh Thuộc địa 9, nhanh hơn dự tính. Với lối tư duy chiến thuật táo bạo, de Lattre ngay lập tức điều quân đến Toulon và Marseille nhằm chiếm giữ hai nơi này trước khi quân Đức kịp tổ chức phòng thủ. Ông chỉ thị cho Sư đoàn Bộ binh Algérie 3 của Thiếu tướng Joseph de Goislard de Monsabert bao vây Toulon, còn Sư đoàn Bộ binh Cơ giới 1 của Chuẩn tướng Diego Brosset tấn công dọc theo đường bờ biển và Sư đoàn Bộ binh Thuộc địa 9 của Magnan, cánh quân đổ bộ sớm, tấn công trực diện. Ngày 21 tháng 8, Toulon bị bao vây, rồi bị Sư đoàn Bộ binh Thuộc địa 9 chiếm đóng năm ngày sau đó. Trong khi đó, de Lattre điều quân đến Marseille, nơi Bộ Tư lệnh 1 Sư đoàn Thiết giáp 1 do Chuẩn tướng Aimé Sudre đứng đầu đã đến từ trước đó, vào ngày 21 tháng 8. De Lattre vốn không định nhanh chóng tiến công thành phố, nhưng việc Sudre đến đã làm bùng lên một cuộc nổi dậy, giúp Bộ Tư lệnh 1 chiếm được cứ điểm cũ này. Nhờ quá trình tấn công Toulon thành công nhanh chóng, de Lattre đã có thể cử Sư đoàn Bộ Binh Algérie 3 tham chiến trận Marseille. Ngày 28 tháng 8, quân phòng thủ Đức ở cứ điểm đầu hàng, và lễ tạ ơn được tổ chức ở Vương cung thánh đường Đức Mẹ Thủ hộ Marseille ngay ngày sau đó.

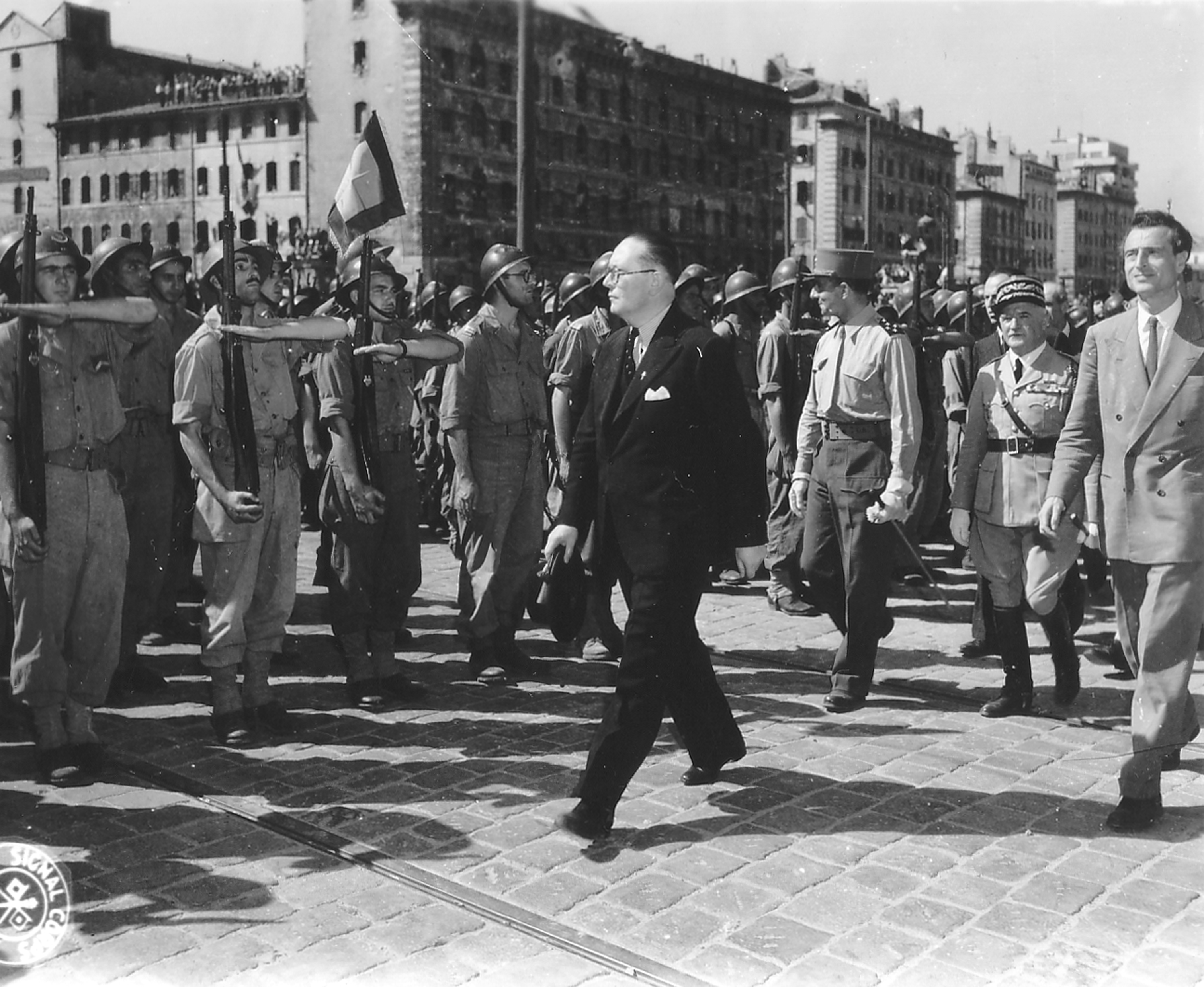
André Diethelm đang duyệt quân ở Marseille, ngày 29 tháng 8 năm 1944. de Lattre, mặc quần sẫm và áo sơ mi, đi phía sau ông.

Ngày 3 tháng 9, Sư đoàn Bộ binh Cơ giới 1 chiếm được Lyon, rồi bắt liên lạc với Binh đoàn Thiết giáp 2 của Thiếu tướng Philippe Leclerc de Hauteclocque từ Normandie tiến đến vào ngày 12. Nhờ đó, Tập đoàn quân B chính thức trở thành Tập đoàn quân số 1 của Pháp vào ngày 25 tháng 9 năm 1944. Trong giai đoạn cuối hè, đầu thu năm đó, các đơn vị chuyển dần đến đóng quân ở những vùng cao hơn và gần cực hơn của Vosges, nhưng đa số vẫn chỉ có đồng phục mùa hè. Phần lớn số đó là binh lính thuộc các đơn vị Quân đội Châu Phi và Quân Thuộc địa – những người đến từ những vùng khí hậu ấm áp hơn và chiếm đa số đội quân của de Lattre. Nhiều người đã tham chiến ở Ý từ đầu năm, nên cuộc hành quân cấp tốc lên thung lũng Rhône đã khiến họ kiệt sức. Nhu yếu phẩm cạn nhanh chóng, và hệ thống hậu cần của quân Pháp buộc phải hoạt động hết công suất chỉ để cung cấp nhu cầu thực phẩm, nhiên liệu và đạn dược hàng ngày cho quân đội. Đôi khi, họ bắt gặp những nhóm người địa phương thờ ơ và một thái độ dần nổi lên trong nhóm binh sĩ Bắc Phi mà de Lattre coi là rất nguy hiểm: những người Pháp đáng lẽ phải đóng góp nhiều hơn.
Để giải quyết tình trạng này, de Lattre đã sáp nhập các đơn vị từ Quân lực Nội Pháp (FFI) vào tập đoàn quân của ông, từ đó giúp bổ khuyết và giải toả tâm lý của các đơn vị lính châu Phi. Các nhà chức trách Pháp đã muốn chuyển giao một lực lượng khoảng 200.000 người có vũ trang từ FFI cho ông sớm nhất có thể, nhưng việc này không dễ; binh lính tỏ vẻ không tin và nghi ngờ tính kỷ luật của các đơn vị FFI, đồng thời cảm thấy bực tức về việc các sĩ quan tự phong cấp cho mình. Phía FFI cũng ngờ vực, nhưng cuối năm đó 137.000 người đã đăng ký nhập ngũ Quân đội Pháp cho đến hết cuộc chiến. Hoa Kỳ nhận cung cấp đồng phục và nhu yếu phẩm, nhưng dù đã đồng ý trang bị cho các tiểu đoàn an ninh và năm trung đoàn để thay thế cho những đơn vị Bắc Phi, họ lại không muốn cung cấp trang bị để thành lập những sư đoàn mới. Cuối cùng, họ cũng chấp thuận, và một trong số những sư đoàn được tái lập vào tháng 2 năm 1945 là đơn vị cũ của de Lattre, Sư đoàn Bộ binh 14. Sau đó, ông, một lần nữa, mở một trung tâm huấn luyện ở Rouffach gần Colmar.

### Những chiến dịch cuối cùng
Phía Hoa Kỳ cho rằng vai trò của Tập đoàn quân số 1 sẽ khá thụ động, do nhiều khó khăn về mặt hậu cần, nhưng de Lattre đòi hỏi họ có vai trò chủ động hơn. Sức kháng cự mạnh mẽ của quân Đức và thời tiết xấu đã khiến các chiến dịch ở Alsace phải hoãn lại từ tháng 10. Tháng 11, trong đêm quân đội của ông tiếp tục cuộc tấn công, de Lattre biết được Chính phủ Lâm thời muốn giành quyền kiểm soát Sư đoàn Thiết giáp 1 và Sư đoàn Bộ binh 1 từ ông để đầu tư vào một chiến dịch đẩy lui quân Đức khỏi cụm cứ điểm Royan ở cửa sông Gironde và mở cửa cảng Bordeaux trở lại. Sau đó, de Lattre kháng nghị với Devers, và Devers đã đồng ý việc trì hoãn chiến dịch Bordeaux. Cuối cùng, ông đã khiến kế hoạch phải hoãn đến tháng 4 năm 1945. Ngày 14 tháng 11, de Lattre tiến quân; ông chiếm lại Belfort ngày 25 tháng đó, nhưng nỗ lực bao vây quân Đức lại không thành công như ông mong đợi, dù đã bắt được đến 17.000 tù binh.

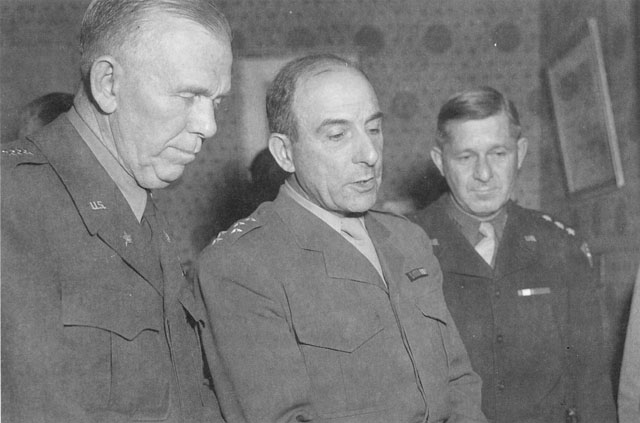
de Lattre cùng tướng George C. Marshall của Mỹ (bên trái) và trung tướng Jacob L. Devers (bên phải)

Tháng 12, trận Bulge khiến bước tiến của quân Đồng Minh phải tạm thời dừng lại, và có lúc họ dường như đã phải bỏ Alsace và Strasbourg. Với de Gaulle, việc này không khả thi về mặt chính trị, đặc biệt là ngay sau khi giải phóng Strasbourg. Ngày 5 tháng 1, de Lattre nhận trách nhiệm phòng thủ Strasbourg; trước đó ông đã tự hành động theo ý mình làm việc này thay vì tuân theo mệnh lệnh nhận được. Dù bị quân Đức, khi đó chỉ cách thành phố 10 dặm (16 km), công kích dữ dội, ông đã thành công bảo vệ cứ điểm này. Cuối cùng, quân Đức cũng bị Quân đoàn VI của Hoa Kỳ ở phía bắc và Sư đoàn Cơ giới 1 ở phía nam chặn lại. Sau đó, de Lattre điều quân đến tiêu diệt cụm cứ điểm Colmar. Để chuẩn bị cho chiến dịch, Devers chuyển giao bốn sư đoàn thuộc Quân đoàn XXI Hoa Kỳ của Thiếu tướng Frank W. Milburn cho de Lattre. Ngày 2 tháng 2 năm 1945, Colmar được giải phóng; ngày 11 cùng tháng, de Gaulle đến thành phố này và trao cho de Lattre Bắc Đẩu Bội tinh đệ nhất đẳng.
Ngày 19 tháng 3 năm 1945, Tập đoàn quân số 1 đột phá phòng tuyến Siegfried, rồi băng qua sông Rhein tại Speyer và Germersheim, tiến quân qua Rừng Đen đến Karlsruhe và Stuttgart ngày 31 tháng đó. Ngày 22 tháng 4, họ qua sông Danube. Ulm chỉ cách khu vực đóng quân của Tập đoàn quân số 1 40 dặm (64 km), nhưng lại có ý nghĩa rất lớn với người Pháp: năm 1805, Napoleon đã thắng trận Ulm ở đó. Trên đường hành quân, họ đi qua Sigmaringen, nơi những người đứng đầu Chính phủ Vichy đã đào tẩu vào tháng 8 năm 1944 và thành lập chính phủ lưu vong tại Đức, dù quân của de Lattre đã không kịp bắt giữ Pétain hay Pierre Laval. Ngày 24 tháng 4, liên quân Pháp – Mỹ chiếm đóng Ulm, treo lá cờ tam tài lên trên pháo đài cũ của thành phố, giống như những gì Napoleon đã làm 140 năm trước đó. Devers ra lệnh cho de Lattre lui quân khỏi thành phố, và vì đã hoàn thành nhiệm vụ, ông đã lui quân. Trong một bản tuyên dương de Lattre vào ngày 13 tháng 5, Devers châm chọc: "Nhiều tháng liền chúng tôi đã chiến đấu với nhau – [và] thường [là] ở cùng một phe."

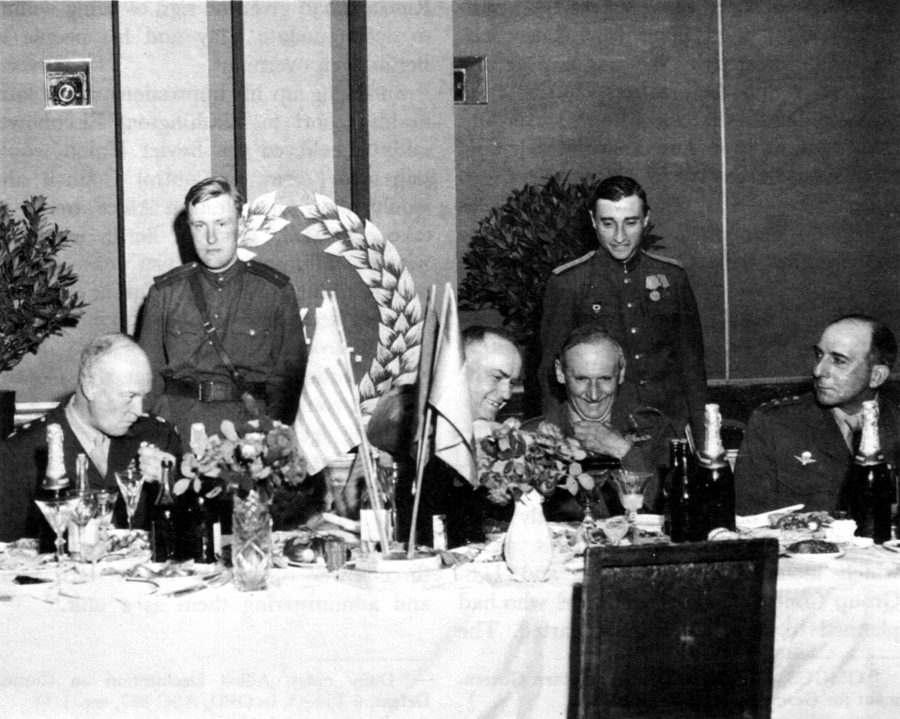
Eisenhower, Zhukov, Montgomery và de Lattre tại Berlin, ngày 5 tháng 6 1945

Ngày 8 tháng 5 năm 1945, de Lattre đến Berlin, nơi Nguyên soái Georgy Konstantinovich Zhukov đang đóng quân, để dự lễ ký kết văn bản đầu hàng vô điều kiện của quân Đức. Khi ông đến, Thống chế Không quân Anh Arthur Tedder, Tướng Carl Spaatz của Hoa Kỳ và Đô đốc Hải quân Hoàng gia Anh Harold Burrough đã có mặt từ trước. Đại diện của nước Pháp chưa được chuẩn bị gì, nhưng các phụ nữ người Nga đã may nhanh một lá cờ tam tài từ cờ Đệ tam Đế chế, một tấm ga trải giường màu trắng và một bộ áo liền quần màu xanh của thợ cơ khí. Tedder ủng hộ de Lattre ký vào văn bản với tư cách là đại diện của Pháp, song họ thỏa hiệp rằng Zhukov cùng Spaatz ký kết trong khi Tedder và de Lattre làm chứng. De Lattre là nhân chứng thứ nhất ở chín bản cam kết Zhukov ký đầu tiên, còn vị trí này ở chín bản Spaatz ký đầu tiên do Tedder ký.
Ngày 15 tháng 6, de Lattre tham dự buổi họp đầu tiên của Hội đồng Quản sự Đồng Minh. Tập đoàn quân số 1 được giải giáp ngày 24 tháng 7; vị trí Tổng Tư lệnh Quân đội Chiếm đóng Pháp của ông được Trung tướng Marie-Pierre Koenig kế nhiệm ba ngày sau đó. Ngày 4 tháng 8 năm 1945, de Lattre khởi hành; các binh sĩ từ từng trung đoàn trong Tập đoàn quân số 1 xếp hàng dọc theo bờ sông Rhein ở Kehl, đầy xúc động, và để đáp lại, ông cũng đứng nghiêm chào họ.

## Sau chiến tranh
Tháng 7 năm 1945, de Lattre được mời làm việc tại vị trí Tổng Thanh tra Quân đội, một chức vị mà ông coi là kém danh giá hơn chức tư lệnh Tập đoàn quân số 1 trước đây ông từng giữ. Ông từ chối và bày tỏ mong muốn về hưu. Sau đó, De Gaulle đề nghị ông kiêm nhiệm thêm chức Tham mưu trưởng Quân đội Pháp, và ông đã đồng ý; ông nhậm chức vào ngày 29 tháng 11 năm 1945. Công việc của ông khi đó là giải ngũ các binh lính thời chiến và thành lập một đội quân mới. Đa số các sĩ quan đã bị giam giữ làm tù binh chiến tranh ở Đức từ năm 1940 trong cuộc chiến, và những gì họ được dạy đã trở nên lỗi thời. Để xây dựng được một lực lượng vừa dân chủ, vừa quốc hữu, ông quyết định chọn một đội quân nghĩa vụ thay vì chuyên nghiệp. Để chuẩn bị cho lệnh gọi nhập ngũ năm 1946, de Lattre mở hơn mười trung tâm huấn luyện dựa theo những trung tâm ông đã mở trong thời chiến tại Opme, Douera và Rouffach, nhằm dạy về quyền công dân. Để giải quyết tình trạng thiếu nhân sự huấn luyện, ông kiến tạo nên một hệ thống tự đào tạo cho các quân nhân. Các quân nhân, bất kể tầng lớp xã hội, cũng có nhiều cơ hội tìm công việc thời hậu chiến. Tuy nhiên, khi lựa chọn, dường như de Lattre lại ưu tiên những người đã từng phục vụ ở Tập đoàn quân số 1 hơn.

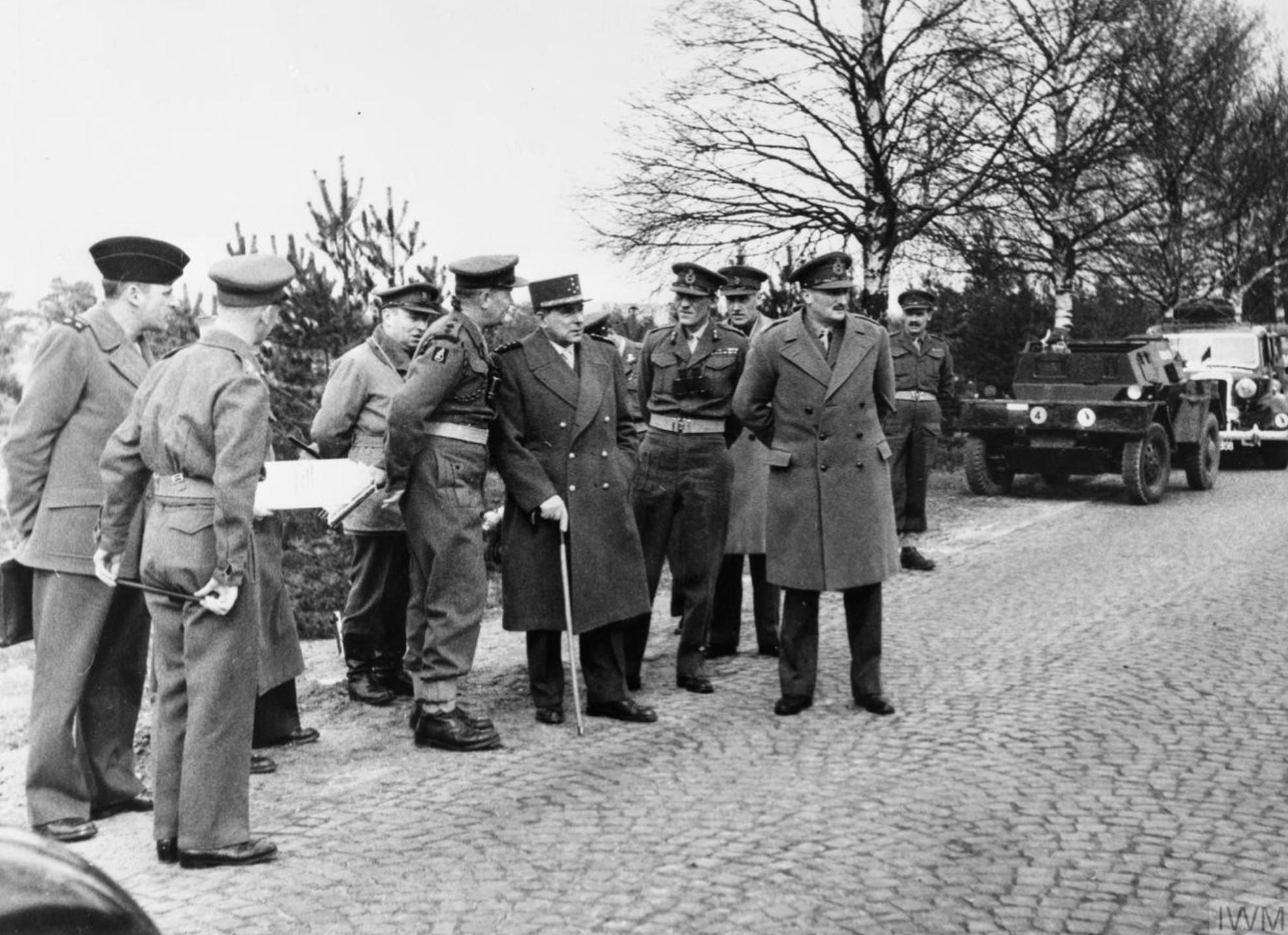
de Lattre (đội mũ kepi) và các sĩ quan cấp cao của Quân đội Anh quan sát một cuộc tập trận của NATO ở Đức

Tháng 3 năm 1947, de Lattre đột ngột bị miễn nhiệm chức Tham mưu trưởng, dù vẫn giữ chức Tổng Thanh tra. Mùa xuân năm 1948, ông được thăng lên chức Tổng Thanh tra Các Lực lượng Vũ trang, và vào ngày 2 tháng 6 cùng năm là chức phó chủ tịch Hội đồng Chiến tranh Cấp cao. Tuy nhiên, trong thời bình, các chức vụ này không có mấy ảnh hưởng. Từ tháng 9 đến tháng 11 năm 1947, ông dẫn đầu một phái đoàn ngoại giao và kinh tế đến Nam Mỹ để tổ chức hội đàm với tổng thống của các nước Argentina, Chile, Uruguay, Brasil và các bộ trưởng cấp cao, bao gồm cộng đồng người Pháp ở đó. Ông cũng tham gia một số hội nghị liên quan về kinh tế và ngoại giao.
Từ ngày 4 tháng 10 năm 1948 đến 13 tháng 12 năm 1950, de Lattre là tổng chỉ huy đầu tiên của binh chủng lục quân thuộc Tổ chức Quốc phòng Liên minh phương Tây ở Tây Âu. Khi còn giữ vị trí này, ông thường xuyên có mâu thuẫn với Tử tước Montgomery, Nguyên soái Lục quân Anh, tổng chỉ huy của quân lực Liên minh phương Tây. Hai người xung đột với nhau ở nhiều vấn đề; trong số đó, quan trọng nhất là việc quân Đồng minh đã đủ sức chống đỡ quân Liên Xô ở sông Rhein hay chưa – điều mà Montgomery đã ra sức thuyết phục chính phủ nước mình chấp thuận. De Lattre nhất quyết chỉ bàn luận với Montgomery bằng tiếng Pháp, dù tiếng Anh của ông rất tốt. Vào sinh nhật thứ 63 của mình – tháng 11 năm 1950 – Montgomery mời de Lattre đến uống trà. Ông tự tay cắt bánh sinh nhật và tặng thêm de Lattre một miếng cho con trai ông, Bernard, khi đó đang phục vụ ở Đông Dương. Cử chỉ bất ngờ này đã khiến de Lattre rất xúc động.

## Đông Dương
Từ tháng 12 năm 1950 đến tháng 11 năm 1951, de Lattre chỉ huy quân đội Pháp ở Đông Dương trong Chiến tranh Đông Dương lần thứ nhất. Ông được cả các cấp dưới người Pháp cũng như đối phương là quân Việt Minh đánh giá cao, và được gọi là "phiên bản Pháp của [tướng Douglas] MacArthur – đẹp trai, kiểu cách, đôi khi quyến rũ, nhưng duy kỷ đến mức hoang tưởng", "lỗi lạc và tự phụ" và "khoa trương". Sau khi de Lattre đến Việt Nam, tướng Võ Nguyên Giáp của quân Việt Minh đã tuyên bố rằng quân của ông sẽ phải đối mặt với "địch thủ ngang hàng". Việc de Lattre chỉ huy đã nâng cao sĩ khí của quân Pháp, truyền cảm hứng cho họ đánh bại quân Việt Minh. Ông đã thắng ba trận lớn ở Vĩnh Yên, Mạo Khê và Yen Cu Ha, ngăn chặn mũi tiến công của quân Việt Minh; trong đó, tại trận Vĩnh Yên, hai sư đoàn Việt Minh gồm 20.000 lính dưới sự chỉ huy trực tiếp của tướng Giáp bị đánh bại. Ông đích thân phụ trách quân lực Pháp khi bị đối phương áp đảo, điều động quân tiếp ứng và tập hợp mọi chiến cơ khả dụng khi đó để không kích đội hình Việt Minh. Tướng Giáp phải rút lui sau ba ngày chiến đấu khốc liệt với 6.000 người chết và 8.000 bị thương. De Lattre cũng đã dự đoán trước được các mũi tấn công của tướng Giáp, từ đó ra lệnh xây dựng hàng trăm lô cốt để gia cố hàng tuyến phòng thủ của quân Pháp cũng như các phi trường mới.
Tháng 3 năm 1951, tại trận Mạo Khê, gần cảng Hải Phòng, một lần nữa de Lattre lại chiến thắng Võ Nguyên Giáp, người đã đánh giá quá thấp khả năng triển khai hạm pháo và điều quân tiếp viện lên thuyền xung kích ở cửa sông và kênh đào. Tuy nhiên, Bernard, con trai ông, đã tử trận trong trận đánh tại Nam Định cuối tháng 5 năm 1951 trong khi phòng thủ thị trấn này bằng mọi giá, trước ba sư đoàn Việt Minh, theo lệnh cha. Ba tuần sau trận đánh, thắng lợi của quân Pháp đã khiến tướng Giáp phải hoãn cuộc phản công ở vùng đồng bằng sông Hồng. Ngày 20 tháng 9 năm 1951, de Lattre phát ngôn tại Toà Ngũ giác, đề nghị quân Mỹ hỗ trợ và cảnh báo về việc chủ nghĩa cộng sản sẽ lan rộng khắp Đông Nam Á nếu Việt Minh chiếm được toàn bộ miền Bắc Việt Nam. Tuy nhiên, vì khi đó đang để tâm đến Chiến tranh Triều Tiên, Hoa Kỳ chỉ gửi cho ông vài máy bay quân vận, xe tải, cùng một ít quân nhu: một "khoản đóng góp lớn lao" nhưng "khó đủ để xoay chuyển tình thế về phía quân Pháp" tại Việt Nam.

## Qua đời

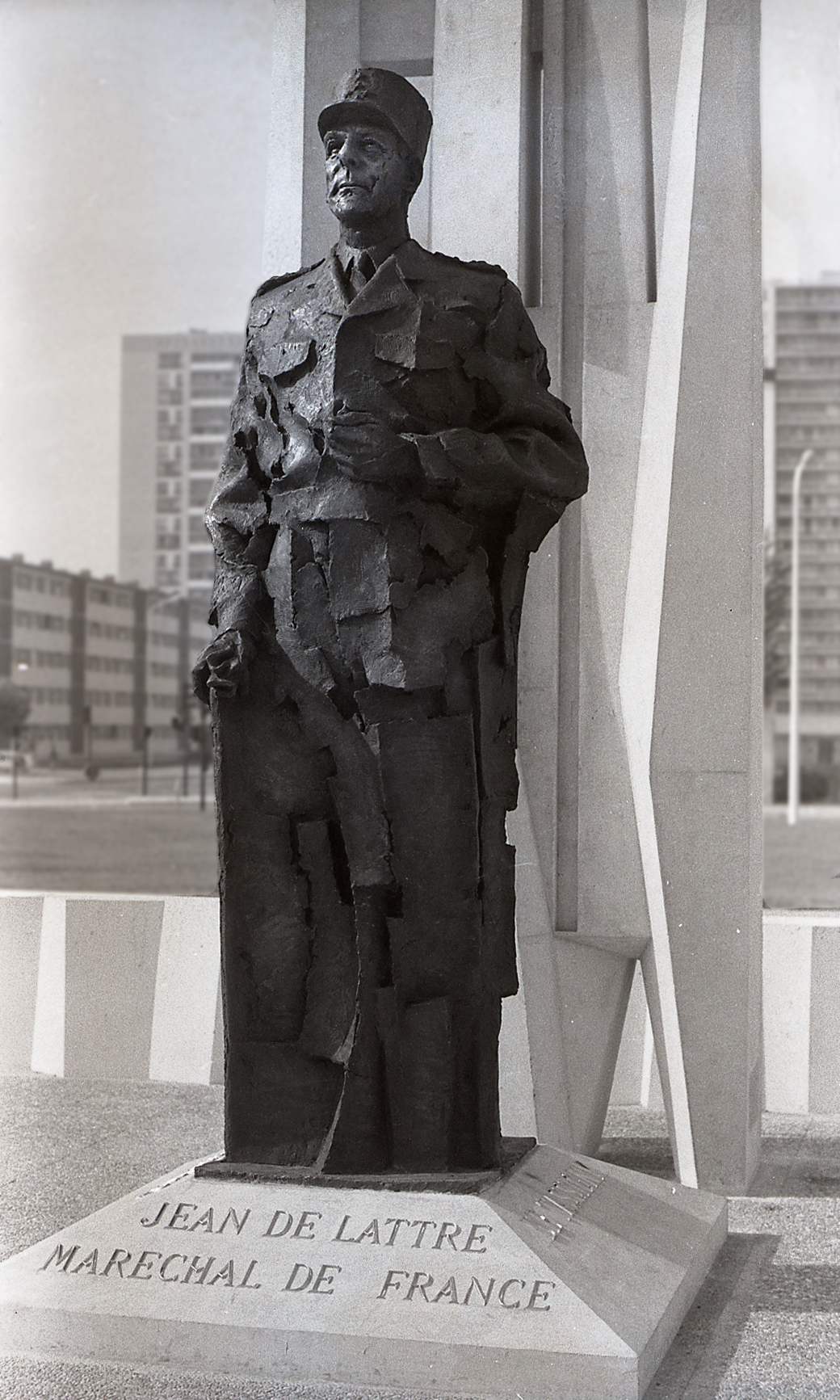
Jean de Lattre de Tassigny, Thống chế Pháp

Ngày 20 tháng 11 năm 1951, vì sức khoẻ không tốt, de Lattre buộc phải trở về Paris để chữa trị ung thư tiền liệt tuyến. Ông nhập viện Clinique Maillot ở Neuilly ngày 18 tháng 12. Đầu tháng 1, tình trạng của ông chuyển biến xấu. Ngày 9 tháng 1, trước khi mất ý thức, ông chỉ nói được vài lời cuối: "Bernard đâu con?" Hai ngày sau, ông qua đời.
Vào ngày 15 tháng 1 năm 1952, ngày cử hành tang lễ, de Lattre được Tổng thống Pháp khi đó, Vincent Auriol, truy phong hàm Thống chế Pháp tại Nhà thờ Đức Bà Paris, Điện Invalides; trong số những người tham dự có de Gaulle, Dwight D. Eisenhower, và Montgomery. Ông được chôn cất sau một lễ tang kéo dài năm ngày; tạp chí Life mô tả lễ tang này là "lễ tang quân sự lớn nhất nước Pháp kể từ sau khi Thống chế Foch qua đời năm 1929". Thi hài của ông được đưa qua nhiều đường phố Paris theo từng giai đoạn của tang lễ; linh cữu ông được quàn ở bốn nơi riêng biệt: nhà ông, nhà nguyện ở Điện Invalides, Khải Hoàn Môn và trước Nhà thờ Đức Bà. Những người đưa tang gồm có các thành viên nội các, thẩm phán, linh mục người Pháp và các tướng lĩnh phương Tây. Tuyến đường diễu hành đi qua phố Rivoli và đại lộ Champs-Élysées.
Đoàn đưa tang đi từ Khải Hoàn Môn đến Nhà thờ Đức Bà rồi lại từ Nhà thờ Đức Bà đến Điện Invalides. Đoạn diễu hành từ Khải Hoàn Môn đến Nhà thờ Đức Bà diễn ra trong đêm, và kỵ binh từ Quốc vệ Đội cầm đuốc, cưỡi trên lưng ngựa, canh gác hai bên quan tài. Đi sau những người lính là hình bóng người vợ goá của vị Thống chế, Simonne de Lattre de Tassigny, mặc đồ tang, vừa đi vừa cầu nguyện. Hàng ngàn người đi dọc theo tuyến đường đưa tang, tạo thành những đám đông lớn. Hoà vào khung cảnh là tiếng chuông ngân và những lá cờ treo rủ. Cuối lễ tang là hành trình dài 400 km (250 mi) về quê hương ông là Mouilleron-en-Pareds, miền tây nước Pháp. Ở đó, người cha 97 tuổi, Roger de Lattre, già cả và mù loà, đưa tay dọc theo những món đồ trang trí trên quan tài, trong đó có cây gậy Thống chế được truy tặng và chiếc mũ kepi của con trai ông. Sau khi ông qua đời, gia đình ông tuyệt tự. Quan tài được hạ xuống, và vị Thống chế đã yên nghỉ bên cạnh đứa con trai duy nhất của mình, Bernard, người đã hy sinh khi chiến đấu dưới sự chỉ huy của cha mình tám tháng trước đó.

## Lịch sử thụ phong quân hàm
| Binh nhì            | Hạ sĩ Kỵ binh       | Trung sĩ Kỵ binh    | Chuẩn uý             | Thiếu uý                       |
| ------------------- | ------------------- | ------------------- | -------------------- | ------------------------------ |
|                     |                     |                     |                      |                                |
| 3 tháng 10 năm 1908 | 10 tháng 2 năm 1909 | 5 tháng 11 năm 1909 | 5 tháng 5 năm 1910   | 1 tháng 10 năm 1910            |
|                     |                     |                     |                      |                                |
| Trung uý            | Đại uý              | Thiếu tá            | Trung tá             | Đại tá                         |
|                     |                     |                     |                      |                                |
| 1 tháng 10 năm 1912 | 4 tháng 4 năm 1916  | 26 tháng 6 năm 1926 | 24 tháng 3 năm 1932  | 24 tháng 6 năm 1935            |
|                     |                     |                     |                      |                                |
| Chuẩn tướng         | Thiếu tướng         | Trung tướng         | Đại tướng            | Thống chế Pháp                 |
|                     |                     |                     |                      |                                |
| 20 tháng 3 năm 1939 | 26 tháng 6 năm 1941 | 2 tháng 1 năm 1942  | 10 tháng 11 năm 1943 | 15 tháng 6 năm 1952 Truy phong |

## Danh hiệu và huân huy chương
de Lattre đã được nhận các giải thưởng và huân huy chương sau:
| Danh hiệu và huân huy chương | Danh hiệu và huân huy chương                                                       | Danh hiệu và huân huy chương | Danh hiệu và huân huy chương |
| Danh hiệu cấp quốc gia       | Danh hiệu cấp quốc gia                                                             | Danh hiệu cấp quốc gia       | Danh hiệu cấp quốc gia       |
| Ruy băng                     | Tên                                                                                | Ngày                         | Ct.                          |
| ---------------------------- | ---------------------------------------------------------------------------------- | ---------------------------- | ---------------------------- |
|                              | Bắc Đẩu Bội tinh, đệ nhất đẳng                                                     | 10 tháng 2 năm 1945          |                              |
|                              | Bắc Đẩu Bội tinh, đệ nhị đẳng                                                      | 12 tháng 7 năm 1940          | [ 95 ]                       |
|                              | Bắc Đẩu Bội tinh, đệ tam đẳng                                                      | 20 tháng 12 năm 1935         | [ 96 ]                       |
|                              | Bắc Đẩu Bội tinh, đệ tứ đẳng                                                       | 16 tháng 6 năm 1920          | [ 97 ]                       |
|                              | Bắc Đẩu Bội tinh, đệ ngũ đẳng                                                      | 3 tháng 1 năm 1915           | [ 98 ]                       |
|                              | Huân chương Giải phóng nước Pháp                                                   | 24 tháng 9 năm 1944          | [ 99 ]                       |
| Huân huy chương quân sự      |                                                                                    |                              |                              |
| Ruy băng                     | Tên                                                                                | Ngày                         | Ct.                          |
|                              | Huy chương Quân sự                                                                 | 16 tháng 6 năm 1920          | [ 97 ]                       |
|                              | Bội tinh Chiến tranh 1914–1918 – Ba cành cọ, hai ngôi sao mạ bạc, ba ngôi sao đồng |                              | [ 100 ]                      |
|                              | Bội tinh Chiến tranh 1939–1945 – Tám cành cọ                                       |                              | [ 100 ]                      |
|                              | War Cross for foreign operational theatres – Ba cành cọ                            |                              | [ 100 ]                      |
|                              | Huân chương Thuộc địa – Clasp "Maroc"                                              |                              | [ 100 ]                      |
|                              | Huân chương Đào thoát                                                              |                              | [ 100 ]                      |
|                              | Huân chương Chiến thắng Liên Đồng Minh 1914–1918                                   |                              | [ 100 ]                      |
|                              | Kỷ niệm chương chiến tranh 1914–1918                                               |                              | [ 100 ]                      |
|                              | Huân chương Quân y Danh dự – Hạng vàng                                             |                              | [ 100 ]                      |
|                              | Huân chương Danh dự về Giáo dục Thể chất – Hạng vàng                               | 1 tháng 4 năm 1947           | [ 101 ]                      |
| Các danh hiệu khác           |                                                                                    |                              |                              |
| Ruy băng                     | Tên                                                                                | Quốc gia                     | Ct.                          |
|                              | Huân chương Bath, đệ nhất đẳng                                                     | Anh                          | [ 100 ]                      |
|                              | Quân công Bội tinh                                                                 | Anh                          | [ 100 ]                      |
|                              | Huy chương Phục vụ Xuất sắc của Lục quân, đệ tam đẳng                              | Hoa Kỳ                       | [ 100 ]                      |
|                              | Huy chương Quân đoàn, đệ tam đẳng                                                  | Hoa Kỳ                       | [ 100 ]                      |
|                              | Huân chương Suvorov – Hạng nhất                                                    | Liên Xô                      | [ 100 ]                      |
|                              | Huân chương Leopold, đệ nhị đẳng – Một cành cọ                                     | Bỉ                           | [ 100 ]                      |
|                              | Bội tinh Chiến tranh – Một cành cọ                                                 | Bỉ                           | [ 100 ]                      |
|                              | Bội tinh Chiến tranh                                                               | Tiệp Khắc                    | [ 100 ]                      |
|                              | Huân chương Sư tử Trắng, đệ nhất đẳng                                              | Tiệp Khắc                    | [ 100 ]                      |
|                              | Huân chương Thánh Olav, đệ nhất đẳng                                               | Na Uy                        | [ 100 ]                      |
|                              | Huân chương Orange-Nassau, đệ nhất đẳng                                            | Hà Lan                       | [ 100 ]                      |
|                              | Huân chương Quân đức, đệ tam đẳng – 16 tháng 7 năm 1946                            | Ba Lan                       | [ 102 ]                      |
|                              | Grunwald Bội tinh – Hạng nhất                                                      | Ba Lan                       | [ 100 ]                      |
|                              | Huân chương Dannebrog, đệ nhất đẳng                                                | Đan Mạch                     | [ 100 ]                      |
|                              | Huân chương Quang vinh, đệ nhất đẳng                                               | Tunisia                      | [ 100 ]                      |
|                              | Huyết Huân chương, đệ nhất đẳng                                                    | Tunisia                      | [ 100 ]                      |
|                              | Huân chương Quân công                                                              | Morocco                      | [ 100 ]                      |
|                              | Huân chương Ouissam Alaouite, đệ nhất đẳng                                         | Morocco                      | [ 100 ]                      |
|                              | Huân chương Vạn tượng và Bạch tán, đệ nhất đẳng                                    | Lào                          | [ 100 ]                      |
|                              | Huân chương Hoàng gia Campuchia, đệ nhất đẳng                                      | Campuchia                    | [ 100 ]                      |
|                              | Bảo quốc Huân chương, đệ nhất đẳng                                                 | Việt Nam                     | [ 100 ]                      |
|                              | Huân chương Order of Merit Quốc gia, đệ nhất đẳng                                  | Brasil                       | [ 103 ]                      |
|                              | Huân chương Tướng San Martín Người Giải phóng, đệ nhất đẳng                        | Argentina                    | [ 100 ]                      |
|                              | Huân chương Quân công – White clasp                                                | Cuba                         | [ 100 ]                      |
|                              | Huy chương Quân công                                                               | México                       | [ 100 ]                      |
|                              | Huân chương Quân công, đệ nhất đẳng                                                | Chile                        | [ 100 ]                      |
|                              | Huân chương Sao Đen, đệ nhất đẳng                                                  | Bénin                        | [ 100 ]                      |

### Trích dẫn

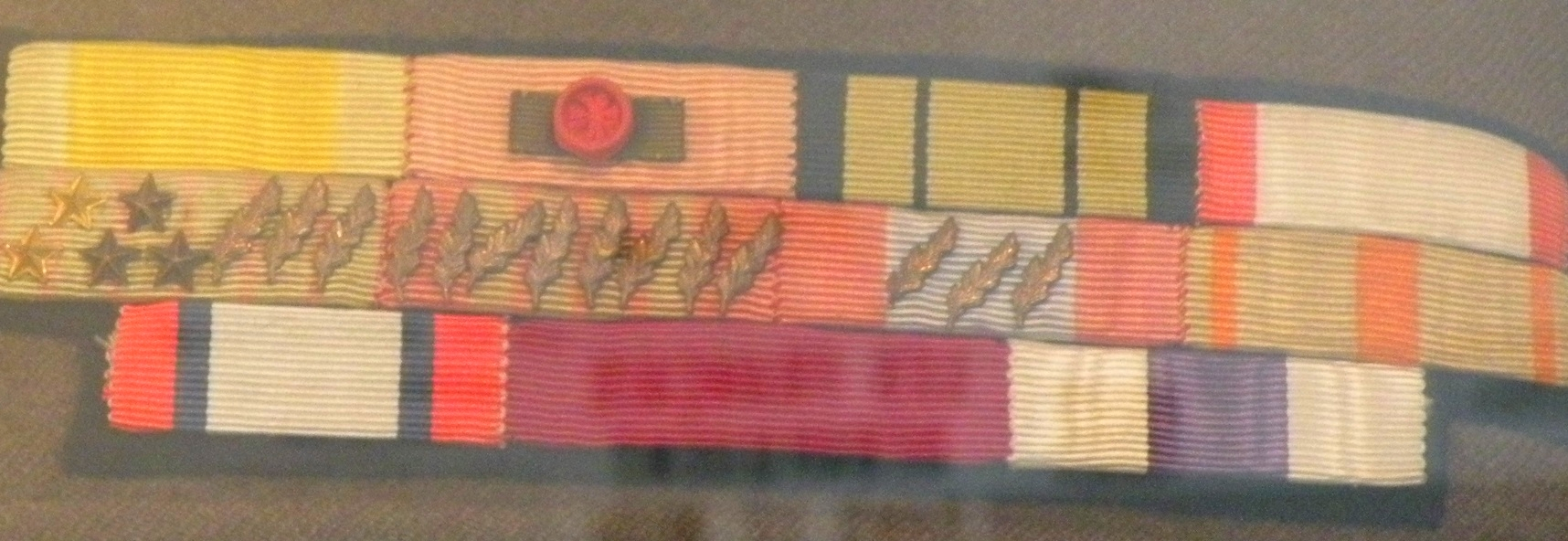
Huân huy chương và giải thưởng của Tướng de Lattre, Bảo tàng Quân đội Paris.

Khi nhận Bắc Đẩu Bội tinh đệ nhị đẳng:
Sư đoàn trưởng trẻ tuổi hàng đầu. Giữa những trận chiến khắc nghiệt từ 14 tháng 5 đến 4 tháng 6 năm 1940, dũng cảm, mưu lược, một trong những nhân tố chính giúp cả quân đoàn Aisne tái lập. Rethel, sáu lần thành công chặn đứng bước tiến quân thù, sẽ lưu danh trên những ngọn cờ của sư đoàn 14 với vinh quang chiến thắng.— Journal Officiel de l'État Français, ngày 15 tháng 1 năm 1941

Khi nhận Bắc Đẩu Bội tinh đệ ngũ đẳng:
Thực hiện một số nhiệm vụ trinh sát đầy nguy hiểm, vừa liều lĩnh, vừa an toàn. Bị thương lần đầu ngày 11 tháng 8 do một mảnh đạn khi đang trinh sát. Nhiệm vụ trinh sát ngày 14 tháng 9, bị thương đâm, đột phá vòng vây, một tay giết hai kỵ binh.— Journal Officiel de l'État Français, ngày 5 tháng 1 năm 1915

## Di sản
Hàng năm, một nghi thức quân sự có sự tham gia của các binh sĩ tại ngũ, hội cựu chiến binh, và lễ diễu hành cây gậy Thống chế, diễn ra ở khu nghĩa trang của gia đình ông tại Mouilleron-en-Pareds.
Đài tưởng niệm, quảng trường, đại lộ, đường phố mang tên ông
- Tượng Jean de Lattre, công viên toà thị chính
- Lâu đài Montelambert – Maîche – Franche Comté – Pháp
- Đài tưởng niệm Frontignan
- Đại lộ Thống chế de Lattre de Tassigny
- Chiếc xe jeep của ông, trưng bày tại Bảo tàng Quân sự Paris
- Bia tưởng niệm ở L'Isle-sur-la-Sorgue
- Tượng de Lattre de Tassigny ở Levallois-Perret, ngoại ô Paris
- Bia tưởng niệm ở Fort Montluc, Lyon
- Đại lộ Thống chế de Lattre de Tassigny ở Suresnes
- Bia tưởng niệm ở Jardin des Deux-Rives, Strasbourg
- Bia tưởng niệm ở Besançon
- Bia tưởng niệm ở Saint-Louis-des-Invalides trong Điện Invalides
- Bia tưởng niệm ở Saint-Louis, Haut-Rhin
- Bia tưởng niệm ở Thierville-sur-Meuse

## Tác phẩm
- de Lattre de Tassigny, Jean (1949). Histoire de la Première Armée française Rhin et Danube. Paris: Plon.
- de Lattre de Tassigny, Jean (1984). Ne pas subir. Writings between 1914 and 1952. Paris: Plon.
- de Lattre de Tassigny, Jean (1985). Barré, Jean-Luc (biên tập). Reconquérir : 1944–1945. Paris: Plon.
- de Lattre de Tassigny, Jean (1987). Barré, Jean-Luc (biên tập). La Ferveur et le sacrifice : Indochine 1951. Paris: Plon.